# Reviderade julianska kalendern
Den reviderade julianska kalendern, eller mindre formellt den nya kalendern och även känd som Milanković-kalendern eller meletianska kalendern, är en kalender som är snarlik den gregorianska kalendern (UTC) som används av de flesta av de ortodoxa kyrkorna, men inte av alla. 
- Datumen är desamma som i den gregorianska kalendern mellan åren 1601 och 2799 (vilket skjuter problemet med divergerande kalendrar 800 år fram i tiden, vid tiden för att den gregorianska kalendern astronomiskt sett behöver en extra skottdag)
- Den reviderade julianska kalendern har samma veckodagar, månader och månadslängder som den gregorianska och julianska kalendern
- Men skiljer sig i skottårsberäkningen.

Den reviderade julianska versionen är lite mer exakt än den gregorianska kalendern, då år som är jämnt delbara med 100 inte är skottår, förutom de år som ger resten 200 eller 600 vid division med 900. Härvid blir bara två av nio sekelskiftesår skottår (till exempel 2000 och 2400) liksom i den gregorianska kalendern.  I den gregorianska kalendern är år jämnt delbara med 100, men ej med 400, inte skottår – det vill säga två av åtta sekelskiftesår är skottår. Men skälet för dess existens är primärt kyrkopolitisk snarare än vetenskapligt motiverad. 
Kalendern har sina ursprungliga rötter i Babyloniska kalendern och Anno Graecorum för system med år, månader, veckor, dagar, timmar, minuter och sekunder. Bibelns tidsangivelser är huvudsakligen angivna med Anno Graecorum tidräkning.

## Bakgrund
Första konciliet i Nicaea år 325 fastställde de kristna kyrkornas grunder och så också kyrkoåret och dess händelser. Man klargjorde också dygnets (helgernas) inledning vid solnedgången (kl 18) från klargörandet av världens skapelse enligt Bibelns Moseböckerna den 1 september vid solnedgången. Kyrkoårets händelser definierades uttryckt i den Julianska kalenderns månad-system men uttryckte ingen definition för årsangivelser (frågan om året för världens skapelse var under oenig debatt). Konciliet resulterade också i att alla kyrkor genom sina biskopar enades om vilken dag påsken skulle firas, så att uppståndelsens högtid, den viktigaste kristna högtiden, firades gemensamt på en dag som icke följde den judiska kalendern. Påsken definierades som första söndagen efter fullmåne efter vårdagjämningen, men man definierade kalendern i form av tabeller som följdes, då det på den tiden var svårt att klart fastslå de rätta astronomiska förhållandena.  
I början av 1900-talets globalisering med globala kommunikationer dominerade den Gregorianska kalendern världen (se Tidszoner och UTC), så gick i princip alla icke-kristna stater och till slut Grekiska staten 1923 över till Gregoriansk tid. Datumen flyttades fram 13 dagar, beräkningen för påsken ändrades blev astronomiskt styrd istället för av Koncilliet i Nicaeas tabeller, men årtalen och nyårsdatumet var de samma som i julianska kalendern. 
Problemet var också att tabellerna och verkligheten började skilja sig åt med tiden (1924 13 dagar) så kyrkan och staterna i väst (Sverige 1 mars 1753, Storbritannien med alla kolonier 1752) korrigerade (på order av påven eller anpassning till 1700-talets allt mer globaliserade värld) när påven Gregorius XIII skapade Gregorianska kalendern 1582. Gregorius var påve, vilket var en faktor i den ortodoxa kyrkan, som då 1924 hade ett stort politiskt internt problem att lösa.  

### Kalendrar i den ortodoxa världen
Juliansk tid infördes 1728 i Konstantinopels ekumeniska patriarkat och i Ryssland år 1700, men månaderna och datum var desamma som i den tidigare bysantinska kalendern, bara årtalen och nyårsdagen skiljde men påsken inföll på samma dag. 
Innan var den bysantinska kalendern Etos Kosmou Anno Mundi den officiella kalendern av Bysantinska riket från 988 till 1453, av Kievrus och Ryssland från ca. 988 till 1700. Kalendern användes även i andra områden i det bysantinska inflytelseområdet som i Serbien. 
- Den kalendern liknar i stort den julianska kalendern men räknar åren och nyår från världens skapelse enligt Bibelns Moseböckerna[2] den 1 september 5509 f.Kr.

Den Gregorianska kalendern antogs av påven Gregorius XIII den 24 februari 1582, infördes i Katolska stater ganska snart och infördes i protestantiska Nordeuropa under 1700-talets mitt, Sverige införde Gregoriansk tid 1 mars 1753.
- Den Gregorianska kalendern existerade alltså redan vid införandet av Julianska kalendern i Ryssland och Ortodoxa kyrkorna
- Men Gregorius XIII var påve, vilket är inte är politiskt korrekt i de Ortodoxa kyrkorna

Ett annat problem är att man i de Ortodoxa kyrkorna före den Reviderade julianska kalendern firar helger, särskilt påsken  efter kalendertabeller och inte astronomiska observationer och att man sakta kommer ur tid med årstiderna. Dvs samma argument som låg bakom Gregorius XIII bulla om kalenderrevision.

### Matematik
Ett tropiskt medelår ("tiden mellan två vårdagjämningar") är i genomsnitt cirka 365 dygn, 5 timmar, 48 minuter, och 45 sekunder, vilket motsvarar 365,2421875 dygn.
I den julianska kalendern är 25 av 100 år skottår, vilket motsvarar 365 dygn plus 25/100 = 0,25 dygn, således 365,25 dygn, vilket innebär en förskjutning med 0,0078125 dygn per år, det vill säga vårdagjämningen förskjuts ett dygn bakåt i kalendern på 128 år.
I den gregorianska kalendern är 97 av 400 år skottår, vilket motsvarar 365 dygn plus 97/400 = 0,2425 dygn, således 365,2425 dygn, vilket innebär en förskjutning med 0,0003125 dygn per år, det vill säga vårdagjämningen kommer att släpa efter kalendern med ett dygn efter 3 200 år.
I den reviderade julianska kalendern är 218 av 900 skottår, vilket motsvarar 365 dygn plus 218/900 = 0,24222... dygn, vilket innebär en förskjutning med 0,0000347222... dygn per år, det vill säga en eftersläpning av vårdagjämningen med ett dygn efter 28 800 år.

## Politik
Frågan är om behovet att synkronisera samhällets tider globalt men minst lika mycket politisk och kyrkopolitisk som är avgörande för besluten och tillämpningen. 
- Staternas behov för centrala samhällsfunktioner att ansluta sig till global tideräkning (numera UTC) är betydande framför allt vad gäller tidtabeller internationellt för tåg, färjor, flyg och datorer.
- Kalenderfrågan har skapat en splittring inom de Ortodoxa kyrkorna, särskilt i Grekland och Rumänien
- Patriotiskt sett i Ukraina, sedan 2023, betraktas (att fira jul och påsk på juliansk tid), dvs enligt den icke-reviderade julianska kalendern (Gammel-kalenderisterna) med rysk-ortodoxa kyrkan och den ukrainska ortodoxa kyrkan (Moskva-patriarkatet) som ett politiskt ställningstagande för Vladimir Putin medan ortodoxa kyrkan i Ukraina med den reviderade julianska kalendern som för Ukraina i Rysk-ukrainska kriget.
- Där den Icke-reviderade julianska kalendern används i kyrkorna uppstår fenomenet att dygnet hoppar 13 dagar när man går in i kyrkobyggnaderna, vilket kan upplevas som surrealistiskt, eftersom staten genomfört Gregoriansk tid (UTC).

## Utredning
En kommitté bestående av grekiska regeringen och den grekisk-ortodoxa kyrkan inrättades för att utreda kalenderfrågan, för att undvika skillnaden i datum mellan den Gregorianska och Julianska kalendern och inte minst frågan om skillnaden i beräkningen för när påsk-helgen infaller. Kommittén rapporterade i januari 1923. 
- Grekiska staten antog den Gregorianska kalendern, som infördes 1 mars 1923[5].
- Den ekumeniske patriarken, Patriark Meletius IV av Konstantinopel, utfärdade därefter en encyklika den 3 februari som rekommenderade att den Reviderade julianska kalendern skulle antas av ortodoxa kyrkor, varför den ibland också är känd som den Meletianska kalendern[6].

## Konciliet i Konstantinopel
Ärendet kom upp till diskussion vid konciliet i Konstantinopel (1923), i maj och juni. Därefter antogs den av flera av de autocefala ortodoxa kyrkorna. Synoden leddes av Meletius IV och representanter var närvarande från kyrkorna i Cypern, Grekland, Rumänien och Serbien. Det fanns inga representanter för de andra medlemmarna av den ursprungliga ortodoxa pentarkien (patriarkaten i Jerusalem, Antiokia och Alexandria) eller från den största ortodoxa kyrkan, den rysk-ortodoxa kyrkan, då dess ledare satt i husarrest i den sovjetiska staten som just infört Gregoriansk tid.

## Kritik
Förslaget till förändring infördes av Meletios Metaxakis, ekumenisk patriark av Konstantinopel, en patriark vars kanoniska status har ifrågasatts. 
Kritiker ser förändringen i kalendern som en obefogad innovation, påverkad av det västerländska samhället. De säger att det inte har angetts några sunda teologiska skäl för att ändra kalendern, att de enda skäl som framförs är sociala. Det formella huvudargumentet är att gud inte givit nåd (beordrat) att hålla helgdagar enligt Den reviderade julianska kalendern. 
Efter införande i Grekland och Rumänien växer sig den Gammel-kalenderistiska rörelsen initialt från gräsrotsnivå men efter hand ansluter en del biskopar. Gammel-kalenderistiska rörelsen kännetecknas av splittring vilket påverkat deras ställning. 

## Införande
Den reviderade julianska kalendern har antagits för kyrkligt bruk av Konstantinopels ekumeniska patriarkat, den Albansk-ortodoxa kyrkan, den grekisk-ortodoxa kyrkan i Alexandria, den Grekisk-ortodoxa kyrkan i Antiokia, den Bulgarisk-ortodoxa kyrkan, Cyperns kyrka, Greklands kyrka, Rumänsk-ortodoxa kyrkan, den Tjeckiska och slovakiska ortodoxa kyrkan, den Ortodoxa kyrkan i Amerika  och den Ortodoxa kyrkan i Ukraina.
Gammel-kalenderisterna, som vägrar reformen, fortsätter använda julianska kalendern. De som har inte antagit den är Rysk-ortodoxa kyrkan, den Serbisk-ortodoxa kyrkan, den Makedoniska ortodoxa kyrkan, den Georgiska apostoliska, autokefala och ortodoxa kyrkan, den Polsk-ortodoxa kyrkan, Ukrainska ortodoxa kyrkan (Moskvapatriarkatet) och det Grekisk-ortodoxa kyrkan av Jerusalem. 
Den reviderade julianska kalendern har inte heller antagits av det grekiska autonoma området Athos som fortfarande använder Bysantinsk Etos Kosmou Anno Mundi  tideräkning som också används fortfarande i några få andra östortodoxa kloster. Den har inte antagits av någon nation som en officiell kalender och inte i någon av de orientaliskt ortodoxa kyrkorna. 
Däremot har alla de östortodoxa nationerna antagit den gregorianska kalendern som den officiella statskalendern.